# Siedlnica
Siedlnica è una frazione della Polonia occidentale, nel voivodato di Lubusz, nel distretto di Wschowa, nel comune di Wschowa.
Fino alla seconda guerra mondiale faceva parte della Germania. Secondo le ultime stime (2009) ha una popolazione di circa 882 abitanti. Nell'abitato sono presenti alcuni monumenti ed edifici antichi come una chiesa dal XIII secolo intitolata a Santa Maria Nascente e a San Giovanni Battista. Vi si possono ammirare anche due palazzi storici in discreto stato di conservazione: il primo del XVII e il secondo del XVIII secolo. Fino a qualche anno fa si trovava nell'abitato un antico mulino a vento, oggi distrutto.
La bellezza della verde campagna circostante richiama un discreto numero di visitatori dalla vicina Germania e dalle regioni polacche limitrofe.